# Craterosaurus
Craterosaurus is een geslacht van plantenetende ornithischische dinosauriërs, behorend tot de groep van de Stegosauria, dat tijdens het Krijt leefde in het gebied van het huidige Engeland.

## Naamgeving
De typesoort Craterosaurus pottonensis is in 1874 benoemd en beschreven door Harry Govier Seeley. De geslachtsnaam is afgeleid van het Klassiek Griekse κρατήρ (kratèr), "mengvat". De soortaanduiding verwijst naar de Potton bonebed, de laag bij Potton waarin het fossiel is aangetroffen. Seeley schreef de soortaanduiding nog met een hoofdletter, dus als Craterosaurus Pottonensis.

## Vondst en beschrijving
Het holotype, SMC B.28814, komt uit de Woburn Sands-formatie die stamt uit het vroege Aptien, ongeveer 120 miljoen jaar oud. Het wordt bewaard in het Sedgewick Museum te Cambridge. Het bestaat uit een gewelfd stuk bot, waarnaar de geslachtsnaam verwijst. Seeley meende dat het om een gedeelte van een hersenpan ging. In 1912 toonde Franz Nopcsa echter aan dat het een stuk wervelboog betrof: Seeley had de bolle bovenkant daarvan aangezien voor de bolle onderkant van de hersenpan en het bot dus ondersteboven gereconstrueerd. Het fragment is erg afgesleten maar nog wel is zichtbaar dat er vooraan, net achter de voorste werveluitsteeksels, de preapozygofysen, zich een diepe uitholling in de basis van de wervelboog bevindt. De wervelboog is nauw en hoog. Uit het formaat van de wervel is af te leiden dat het hele dier ongeveer vier meter lang moet zijn geweest, met een heuphoogte van anderhalve meter en een gewicht van zo'n driehonderd kilogram.

## Fylogenie

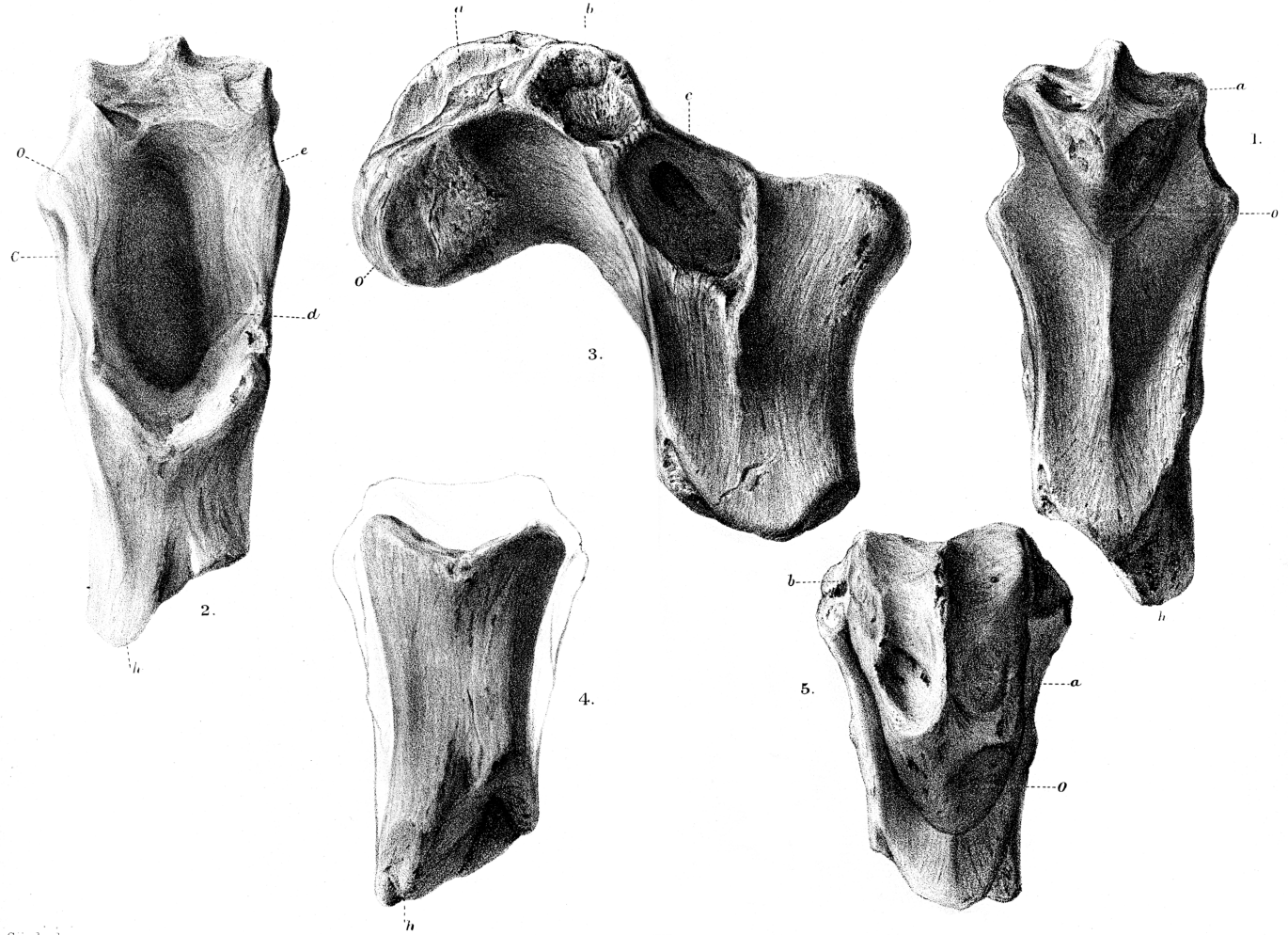
Het holotype

Seeley twijfelde nogal over de aard van de vondst. Hij vermoedde dat het om een dinosauriër ging maar dacht dat het ook wel om een ander soort reptiel zou kunnen gaan. Die meer algemene bepaling duidde hij aan met het woord Lacertia, toen een al ouderwetse aanduiding voor reptielen in het algemeen. Tegenwoordig wordt deze term alleen voor de hagedissen gebruikt en dat heeft aanleiding gegeven tot het misverstand dat Seeley Craterosaurus als een gigantische hagedis beschouwde, mede beïnvloed door het feit dat Seeley het bot uitgebreid vergeleek met de hersenpan van de hagedis Hatteria.
In 1909 dacht Friedriech von Huene dat het om een lid van de Saurischia ging en in 1911 bepaalde Alfred von Zittel dat nader tot de vleesetende Theropoda. Beide gingen nog uit van de foute identificatie van het fossiel. In 1956 concludeerde Alfred Romer tot een plaatsing in de Stegosaurinae en in 1966 tot de ruimere Stegosauridae, welke classificatie tot nu toe gebruikelijk is gebleven.
Het bot biedt weinig gegevens om tot een moderne exacte cladistische positiebepaling te komen. Vaak is dan ook gesteld dat Craterosaurus een nomen dubium is, dat niet te onderscheiden valt van de verwant uit hetzelfde gebied Regnosaurus die slechts bekend is van een kaakfragment; soms is Craterosaurus desalniettemin als een jonger synoniem van de laatste gezien. Peter Galton is echter van mening geweest dat de uitholling in de wervelboog een valide autapomorfie, unieke afgeleide eigenschap, vormt van het taxon. Craterosaurus wordt binnen die opvatting wel gezien als een verwant van Kentrosaurus en Dacentrurus binnen de Kentrosaurinae. Galton dacht in 1981 een tweede fossiel van Craterosaurus gevonden te hebben, BMNH R.3134, een ruggenwervel met een rib, maar moest in 1985 toegeven dat het vermoedelijk om de resten van Polacanthus ging.
Galton meende ook dat het bot weleens uit het Cenomanien zou kunnen stammen, wat Craterosaurus een van de laatste bekende stegosauriden zou maken die het dan tot in het Opper-Krijt zou hebben uitgehouden. Seeley al wees er echter op dat de Potton Sands secundaire afzettingen zijn van materiaal dat misschien wel zo oud is als het Valanginien en dat de slijtage van het bot wijst op een herwerking van het fossiel.